# Joe Kinloch
Joseph „Joe“ Kinloch (* Januar 1864; † unbekannt) war ein schottischer Fußballspieler.

## Karriere
Kinloch war in der Saison 1891/92 für den FC St. Mirren in der Scottish Football League aktiv. In seinen sechs Ligaeinsätzen erzielte er ein Tor – den 3:2-Siegtreffer gegen Third Lanark. Auch in seinem einzigen Auftritt im Scottish FA Cup war er als Torschütze erfolgreich und erzielte den 1:0-Führungstreffer gegen den späteren Pokalsieger Celtic Glasgow (Endstand 2:4). Im Oktober 1892 wechselte er ins nordenglische Manchester zu Newton Heath in die Football League First Division.
Dort kam er nach einem Auftritt im Reserveteam bereits am 29. Oktober 1892 in einem Auswärtsspiel gegen Nottingham Forest zu seinem Erstligadebüt. Bis zum Rückstand seines Teams als Mittelstürmer aufgeboten, tauschte er mit dem etatmäßigen Mittelstürmer Bob Donaldson, der bis dahin auf dem linken Flügel spielte, die Position. Die Athletic News urteilte bis dahin über seinen Auftritt: „Kinloch war kaum gewieft genug für McPherson (Anm: gegnerischer Mittelläufer).“ Auf seiner neuen Position bereitete Kinloch das Ausgleichstor von Alf Farman vor, das 1:1-Unentschieden war einer von nur drei Punktgewinnen für Newton Heath in der Fremde in dieser Saison.
Die Partie blieb Kinlochs einziger Auftritt für die erste Mannschaft, für das Reserveteam kam er bis Saisonende, zumeist wieder auf Rechtsaußen, in mindestens sechs Partien zum Einsatz, darunter einige Spiele in der Lancashire Combination. Nach seinem Abgang am Saisonende trat er im höherklassigen Fußball nicht mehr in Erscheinung.